# Reino de Quibanda
O Reino de Quibanda ou Reino de Civanda é um antigo reino no território Ovimbundo, actual Angola. Situava-se entre Quipeio, Galanga e Bailundo, sendo tributário deste último. Era cortado por numerosos rios que ali nascem e se dirigem para o Norte, formando o rio Cuvo.